# Bachos
Bachos är en kommun i departementet Haute-Garonne i regionen Occitanien i södra Frankrike. Kommunen ligger i kantonen Saint-Béat som tillhör arrondissementet Saint-Gaudens. År 2022 hade Bachos 33 invånare.

## Befolkningsutveckling
Antalet invånare i kommunen Bachos
Referens:INSEE